# Acalolepta masatakai
Acalolepta masatakai es una especie de escarabajo longicornio del género Acalolepta, tribu Monochamini, subfamilia Lamiinae. Fue descrita científicamente por Makihara en 2003.
Se distribuye por Japón. Mide aproximadamente 23,5-30,5 milímetros de longitud. El período de vuelo de esta especie ocurre en el mes de julio.